# 八郎岳

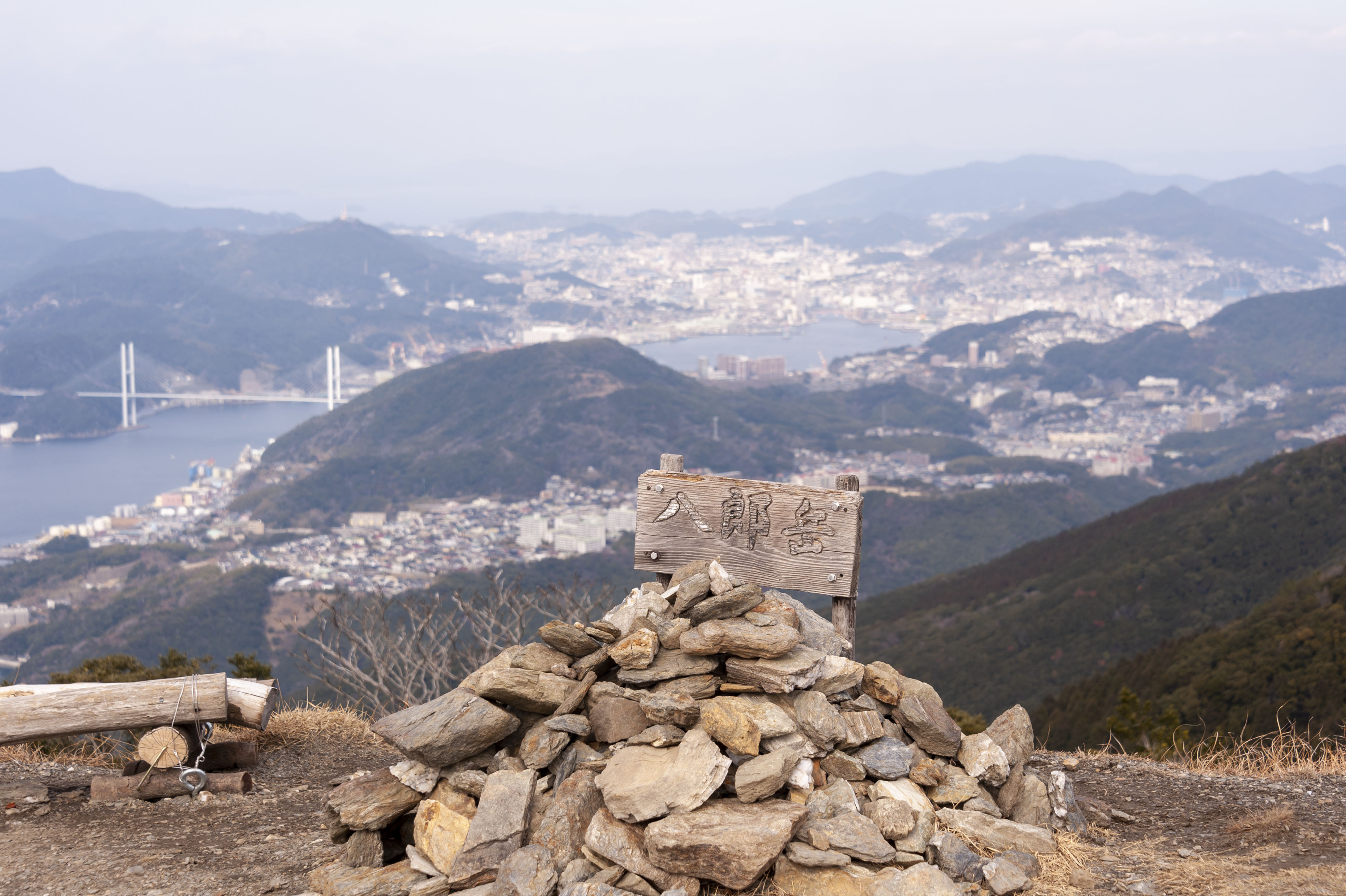
山頂にある道標

八郎岳（はちろうだけ）は、長崎県長崎市にある標高589.8mの山。九州百名山の一つ。

## 概要
長崎市南部、長崎半島脊梁部の旧西彼杵郡三和町との境付近に位置し、山頂は長崎市及び長崎半島の最高地点である。東南には連接して小八郎岳（564m）がある。
山頂部は草原となっており、長崎市民の主なハイキング先の一つになっている。山容が急峻で自然林も比較的残っており、山内にはニホンジカが多数生息している。

## アクセス
長崎市内より長崎自動車（長崎バス）「平山」バス停留所で下車、登山口まで徒歩5分。

## 周辺
- 国道499号